# Голлоев, Игорь Дмитриевич
Голлоев Игорь Дмитриевич (род. 20 сентября 1965 года, поселок городского типа Учкудук, Бухарская область, Узбекская ССР, ныне город Навоийской области Узбекистана) – российский военачальник. Командующий Восточным округом войск национальной гвардии Российской Федерации (2021-2023), генерал-полковник (2017).

## Биография
На военной службе с 1983 года. В 1987 году окончил Саратовское высшее военное командное Краснознамённое училище МВД СССР имени Ф. Э. Дзержинского, член КПСС. С 1987 года служил в управлении внутренних войск МВД СССР по Северо-Западу и Прибалтике в должности командира взвода.
В 1997 году окончил Военную академию имени М. В. Фрунзе. С 1997 года преподавал тактику во Владикавказском высшем военном командном училище внутренних войск МВД России. С 1999 года проходил службу в дивизии оперативного назначения Северо-Кавказского округа внутренних войск МВД России. В этой должности участвовал в второй чеченской войне. В 2003 — 2007 годах служил в Приволжском округе внутренних войск МВД России.
В 2009 году окончил Военную академию Генерального штаба Вооружённых Сил Российской Федерации. С 2009 год служил в Северо-Западном региональном командовании внутренних войск МВД России. В 2010 году назначен на должность начальника штаба – первого заместителя командующего войсками Северо-Западного регионального командования внутренних войск МВД России. Генерал-майор с 9 ноября 2011 года.
С 2012 года – начальник штаба – первый заместитель командующего войсками Центрального регионального командования внутренних войск МВД России.После преобразования внутренних войск в войска национальной гвардии Российской Федерации был переведён туда же на службу. Указом Президента Российской Федерации от 6 ноября 2014 года № 713 присвоено звание генерал-лейтенант.
С октября 2016 года – командующий Уральским округом войск национальной гвардии Российской Федерации. 
Указом Президента Российской Федерации от 6 декабря 2017 года назначен командующим Центральным округом войск национальной гвардии Российской Федерации.
Указом Президента Российской Федерации от 12 декабря 2017 года № 592 присвоено звание генерал-полковник.
С 2021 года по н.в. (по состоянию на IV квартал 2024 г.) командующий Восточным округом войск национальной гвардии Российской Федерации.

## Награды
- орден Александра Невского
- орден Мужества
- медаль Суворова
- ведомственные медали
- «Заслуженный военный специалист Российской Федерации» (март 2017)